# MotoGP 15
MotoGP 15 est un jeu vidéo de course développé et édité par Milestone, sorti le 19 juin 2015 sur Windows, PlayStation 3, Xbox 360, PlayStation 4 et Xbox One.

## Système de jeu
MotoGP 18 est un jeu de course motocycliste qui se veut être une simulation. On y incarne au début un pilote Moto3 puis un pilote Moto2 et enfin un pilote MotoGP. On gère son écurie avec le choix de la moto, les couleurs... Le jeu se joue aussi en multijoueur local ou en ligne

## Accueil
- Jeuxvideo.com : 14 / 20[1]